# 26442 Matfernandez
26442 Matfernandez è un asteroide della fascia principale. Scoperto nel 2000, presenta un'orbita caratterizzata da un semiasse maggiore pari a 2,7525770 UA e da un'eccentricità di 0,1144358, inclinata di 5,03852° rispetto all'eclittica.